# Маркевич Мар'яна Володимирівна
Мар'яна Володимирівна Маркевич (нар. 5 січня 1998, с. Туради, Жидачівський район, Львівська область) — українська гандболістка, яка грає за львівську «Галичанку», та збірну України. Розігруюча, виступала на позиціях центральної та правої півсередньої. Майстер спорту України. 
У складі «Галичанки» - десятиразова чемпіонка України (2015, 2016, 2017, 2018, 2019, 2020, 2021, 2022, 2023, 2024), дворазова чемпіонка Балтійської ліги (2018, 2020), шестиразова володарка Кубка України (2016, 2017, 2019, 2020, 2021, 2023), 
шестиразова володарка Суперкубка України (2016, 2017, 2018, 2019, 2021, 2023), півфіналістка Кубку Виклику, учасниця Кубку Європейської гандбольної федерації. Випускниця Львівського училища фізичної культури, випускниця Львівського державного університету фізичної культури (вступ 2015 р.).
Заняття в секції гандболу розпочала у другому класі. Перший тренер — Андрій Миронович Давидчак. З 8-го класу починає навчатись в ЛУФК. У 16 років дебютує в гандбольній Суперлізі у складі команди «Галичанка».
За результатами голосування тренерів та капітанів команд Суперліги та збірної України Мар'яну визнано кращою гандболісткою сезону 2022/2023.
В грудні 2023 року в складі національної збірної виступила на чемпіонаті світу 2023, команда посіла 23 місце.
На початку 2024 року йде у декретну відпустку, 17 вересня 2024 в Мар'яни народжується донька.
11 січня 2025 року матчем з ісландським «Хаукаром» відновлює ігрову кар'єру.